# Флаг Ганы
Государственный флаг Га́ны состоит из панафриканских цветов — красного, жёлтого и зелёного. Гана как первое государство, получившее независимость после Второй мировой войны, было основоположником этих цветов. Многие другие африканские страны, получившие независимость позже, видели во флаге Ганы пример и выбирали похожие флаги, с тем, чтобы выразить панафриканскую идею. Ещё в XIX веке эти цвета использовались в Эфиопии — первой независимой африканской стране, хотя в то время они ещё не были панафриканскими символами.
Флаг был разработан ганкой Теодосией Саломе Око и символизирует следующее: красный цвет напоминает о крови, пролившейся в борьбе за свободу; жёлтый символизирует богатство страны (уже прежнее название королевства Золотой Берег указывало на это); зелёный символизирует леса и поля страны.
Чёрная пятиконечная звезда в середине флага служит путеводной звездой африканской свободы. Часто она изображается неправильно: звезда должна касаться как верхней, так и нижней полосы. Флаг Ганы был официально принят 6 марта 1957 года. 1 января 1964 года жёлтая полоса заменена белой, а 28 февраля 1966 года флаг снова был восстановлен в исходной форме.

## Другие флаги

Флаг Военно-воздушных сил
Флаг гражданской авиации
Военно-морской флаг 1959 — ≈1998

## Исторические флаги

Флаг Британской Западной Африки 1870 — 1877
Флаг колонии Золотой Берег 1877 — 6 марта 1957